# هموژنیک
هموژنیک (به انگلیسی: Homogenic) سومین آلبوم استودیویی از خوانندهٔ ایسلندی بیورک می‌باشد که در ۲۲ سپتامبر سال ۱۹۹۷ از سوی وان لیتل ایندین منتشر گردید. تهیه‌کنندگی این آلبوم برعهده بیورک به همراه مارک بل، گای سیگس‌ورثسیگزورث، هاوی بی و مارکوس دریوز بود، این اثر تغییر سبک قابل توجهی را به نمایش گذاشت و تمرکز آن بر موسیقی‌ای بود که با ترکیب بیت‌های الکترونیکی و سازهای زهی، قطعاتی را به افتخار کشور زادگاهش ایسلند تقدیم می‌کرد.
هموژنیک قرار بود ابتدا در منزل بیورک در لندن تهیه و تولید شود، اما به دلیل توجه رسانه‌ها به حادثهٔ نجات بیورک از حملهٔ یک استاکر، روند تولید متوقف شد. وی در ادامه به اسپانیا نقل مکان کرد تا آلبوم را ضبط کند. این آلبوم نقطه شروع چندین همکاری تولیدی بین بیورک و مارک بل بود؛ کسی که بیورک او را به عنوان از بزرگ‌ترین افراد تأثیرگذار بر مسیر موسیقی‌اش معرفی کرده است.